# Teatro Astra (Torino)
Il Teatro Astra di Torino è un teatro sito nel quartiere Campidoglio.

## Storia
Viene commissionato nel 1928 dal costruttore Andrea Verna assieme alla moglie Margherita, filantropi che al Borgo Campidoglio avevano già offerto nel 1904 i terreni e nel 1921 un edificio per la scuola materna che tuttora porta il loro nome.
L'edificio viene realizzato nel 1928 come Cinema Teatro Savoia da Contardo Bonicelli, autore fra gli anni Venti e Trenta di pregevoli edifici art déco a Torino.
L'inaugurazione avviene il 22 dicembre 1928 con una serata di gala, con la proiezione del film La vestale del Gange ed un concerto di romanze accompagnato da una grande orchestra.
La sala aveva in origine una capienza di 1250 posti. Negli anni Quaranta è sede della Sagec, Società Anonima Gestione Esercizi Cinematografici. Assume l'attuale nome negli anni Cinquanta.
La struttura del teatro conserva tuttora decorazioni e particolari art déco (marmi, boiseries, balaustre), e la sua facciata è tutelata dalla Soprintendenza. Il Teatro Astra viene restaurato nel 2006 dall'architetto Agostino Magnaghi su committenza della Fondazione Teatro Stabile di Torino. Lo spazio per il pubblico non è disposto a platea, ma a gradinata digradante verso lo spazio scenico, posto allo stesso livello della prima fila di spettatori, in modo da ridurre al minimo e quasi annullare la separazione della "quarta parete".
Terminati i restauri, la riapertura è avvenuta il 28 gennaio 2006.
Di proprietà della città di Torino, l'edificio è affidato in gestione dal 2009 alla Fondazione Teatro Piemonte Europa (TPE), che ne ha fatto sede della propria stagione di spettacoli.